# Xipotheca guthriei
Xipotheca guthriei är en ärtväxtart som först beskrevs av Harriet Margaret Louisa Bolus, och fick sitt nu gällande namn av Anne Lise Schutte och B.-e.van Wyk. Xipotheca guthriei ingår i släktet Xipotheca och familjen ärtväxter. Inga underarter finns listade i Catalogue of Life.